# Фамилија (музичка група)
Фамилија је била српска музичка рок група из Београда, коју су чинили чланови бендова Кошава и У шкрипцу. Бенд је изводио комбинацију рок, поп, ска и етно музике.

## Историјат и оснивање
Бенд Фамилија основали су крајем 1993. године чланови бенда У шкрипцу — Александар Васа Васиљевић (гитариста), Александар Лука Лукић (басиста) и Ратко Љубичић (бубњар), заједно са оснивачем и бенда Вампири, Дејаном Пејовићем - Пејом, Дејаном Петровићем и Гораном Геџом Реџепијем.
У фебруару 1994. године бенд је издао свој први албум под називом Народно позориште, под окриљем продукцијске куће ПГП РТС. Пејовић, Васиљевић, Лукић и Петровић написали су све песме различитих музичких стилова, у комбинацији са поп рок звуком. На албуму се нашли хитови Балтазар, Мала мала, Што ја волим тај секс и Није ми ништа. Албум је продуцирао Ђорђе Петровић, који је такође био и клавијатуриста на албуму.
ЛП и аудио-касету су дизајнирали Саша "Младожења" Марковић, а дизајн за издање у формату компакт-диска израдио је Бранко Лукић. Бенд се такође појавио у филму Срђана Драгојевића Два сата квалитетног ТВ програма као један од извођача на новогодишњој забави.
Ратко Љубичић и Горан Реџепи напустили су бенд крајем 1995. и почетком 1996. године, а бенд је започео ангажовање разних бубњара за своје будуће песме и наступе.
Средином 1996. године бенд је издао сингл са песмом Рингишпил која се налазила на албуму Народно позориште и нову песму Брате Мурате направљену у сарадњи са бубњаром Марком Миливојевићем, у продукцији Саше Хабића. Сингл је издат под окриљем продуцентске куће Комуна.
Други албум бенда, Сељачка буна изашао је у мају 1997. године. Поред песме Брате мурате, на албуму, који је продуцирао Ђорђе Петровић, нашли су се и хитови као што су Параноја и Боли ме кита. Петар Звер Радмиловић био је бубњар на албуму, док је на наступима уживо бубњар био Бранко Поповић.
Бенд је престао са радом почетком 1998. године. Године 2000, словеначка издавачка кућа Taped Pictures објавила је различите компилације уметника са песмом Мала, мала.
Након распада бенда, Дејан Петровић формирао је бенд Централа, док је Дејан Пејовић формирао бенд Дибидус, заједно са Миланом Сарићем, бас гитаристом и оснивачем бенда Деца лоших музичара, као и са гитаристом Јовом Јовићем. Бенд Дибидус изводио је и песме бенда Фамилија, а 2013. године на албуму снимљеном током концерта у београдском клубу Фест, Уживо из клуба Фест, нашло се и пет песама које је оригинално снимио бенд Фамилија.
Године 2011. песма групе Фамилија - Што ја волим тај секс изгласана је међу 60 најбољих песама икада објављених на Радију Београд од његовог постојања.

## Дискографија

### Албуми
- Народно позориште (1994)
- Сељачка буна (1997)

### Синглови
- Брате мурате (1996)
- Мала, мала (2000)